# Augusto Baldesi
Augusto Baldesi (... – Firenze, 11 agosto 1920) è stato un militare e vigile del fuoco italiano, comandante dei pompieri a Firenze agli inizi del Novecento.

## Biografia
Si formò presso la scuola allievi di via Farina, dove - per meriti di guerra - fu promosso prima ufficiale e poi nominato al comando della città.
Fu ideatore del sistema chimico di spegnimento delle fiamme. Prima di allora, gli interventi di estinzione fuoco venivano eseguiti solo con acqua, portata in depositi o presa dagli attacchi per strada. Assieme ad alcuni tecnici dell'Istituto Medico Militare, studiò la possibilità - sperimentata durante il conflitto - di mescolare all'acqua sostanze chimiche che potessero impedire la ripresa delle fiamme. La differenza si era notata soprattutto nel caso di lamiere arroventate laddove il fuoco riprendeva subito vita, a causa dell'alta temperatura dei materiali. 
L'11 agosto 1920, in virtù del suo lavoro e delle sue competenze sullo spegnimento chimico delle fiamme, si trovava presso una polveriera militare nel tentativo di domarne l'incendio, nell'area dove attualmente sorge l'Istituto Agronomico d'Oltremare, a poca distanza dalla Chiesa di San Gervasio a Firenze (una lapide posta sulle mura perimetrali dell'abitazione del sacrestano, accanto alla chiesa ricorda il fatto). La bonifica delle strutture in cemento e metallo con le "schiume" limitò i danni alla prima esplosione, dove gli unici effetti collaterali furono i proiettili vacanti che, per alcune ore ancora, esplosero dall'interno della polveriera. Fu uno di questi a raggiungere e uccidere Baldesi.
A lui fu dedicata la via omonima e la sua morte celebrata in una copertina di Walter Molino.